# Claiborne megye (Mississippi)
Claiborne megye az Amerikai Egyesült Államokban, azon belül Mississippi államban található. Megyeszékhelye Port Gibson. Lakosainak száma 9135 fő (2020. április 1.). Claiborne megye Warren, Jefferson, Hinds, Copiah és Tensas megyékkel határos.

## Népesség
A megye népességének változása:
| Lakosok száma | 9565 | 9749 | 9377 | 9253 | 9150 | 9135 |
|               | 2010 | 2011 | 2012 | 2013 | 2015 | 2020 |